# Мальчики и священник
«Мальчики и священник» — второй эпизод двадцать второго сезона мультсериала «Южный Парк». Вышел 3 октября 2018 года в США. Премьера в России состоялась 10 октября на телеканале Paramount Comedy.
Изначально серия должна была называться «Пропавшие мальчики», однако название было изменено в день выхода серии.
Эпизод ссылается на случаи сексуального насилия в Католической Церкви, которые ранее рассматривались в серии «Пылкая католическая любовь».

## Сюжет
Стэн не понимает, зачем ему ходить в церковь. Его родители объясняют ему важность церкви и говорят, что после неё чувствуют себя лучше. Отец Макси пытается произнести свою проповедь, но его прерывают шутками про сексуальное насилие в Католической Церкви. Баттерс пытается утешить Макси, рассказывая ему, что он тоже был предметом насмешек в школе, а теперь пользуется большой популярностью, и приглашает его домой к Стэну на ночь настольных игр. Это замечает Рэнди и рассказывает об этом в социальной сети, из-за чего Макси уходит.
В итоге Макси начинает проводить всё больше времени с Баттерсом. Психолог Маки сообщает в архиепархию Денвера, что священник Макси пропал. Архиепархия думает, что это произошло из-за сексуального насилия над детьми, и отправляет в Южный Парк «группу зачистки». На день рождения Клайда Баттерс приходит с отцом Макси, но Клайд говорит, что не хочет его видеть, и просит Кайла выгнать его. Макси с Баттерсом покидают День рождения. Макси рассказывает Баттерсу о проблемах сексуального насилия в Католической Церкви. Позже на Дне рождения появляется «группа зачистки». Они похищают Клайда и Стэна, а затем находят и Баттерса.
«Группа зачистки» забирает трёх мальчиков в лес с целью поймать отца Макси и подарить ему перевод на Мальдивы. Там они развернули машину для восстановления льда «Замбони», модифицированную для очистки спермы. Однако Макси возвращается на своё место, несмотря на продолжающие насмешки.